# Tsévié
Tsévié je grad u togoanskoj regiji Maritime. Nalazi se na jugu države, 32 km sjeverno od Loméa. Važno je trgovačko središte, a također je poznat po preradi palminog ulja.
Prema popisu iz 2005. godine, Tsévié je imao 46.900 stanovnika, čime je bio sedmi grad po brojnosti u državi. Većinu stanovništva čine pripadnici naroda Ewe.